# Air Comores International
Air Comores International – komorskie narodowe linie lotnicze z siedzibą w Moroni. Obsługują połączenia do Francji, na Bliski Wschód i do Afryki. Głównym hubem jest Port lotniczy Moroni.

## Porty docelowe

### Afryka
- Kenia
  - Mombasa (port lotniczy Mombasa-Moi)
  - Nairobi (port lotniczy Jomo Kenyatta)
- Komory
  - Anjouan (port lotniczy Anjouan)
  - Mohéli (port lotniczy Mohéli)
  - Moroni (port lotniczy Moroni) hub
- Madagaskar
  - Antananarywa (port lotniczy Antananarywa)
  - Mahajanga (port lotniczy Mahajanga)
  - Nosy Be (port lotniczy Nosy Be)
- Majotta
  - Mamoudzou (port lotniczy Majotta)
- Mauritius
  - Mahébourg (port lotniczy Mauritius)
- Południowa Afryka
  - Johannesburg (port lotniczy Johannesburg)
- Reunion
  - Saint-Pierre (Port lotniczy Pierrefonds)
- Tanzania
  - Dar es Salaam (port lotniczy Dar es Salaam)
  - Zanzibar (port lotniczy Zanzibar)

### Azja
- Zjednoczone Emiraty Arabskie
  - Dubaj (port lotniczy Dubaj)

### Europa
- Francja
  - Marsylia (port lotniczy Marsylia)
  - Paryż (port lotniczy Paryż-Orly)